# Misión de perros
Misión de perros est une bande dessinée espagnole illustrée par Francisco Ibáñez, appartenant à la franchise Mortadel et Filémon, éditée en 1976.

## Synopsis
Le professeur Bacterio a assisté à un concours canin en portant une veste sur laquelle dormait son chat. À l'odeur de la veste, les chiens l'ont attaqué et l'un d'eux a avalé une capsule nucléaire, capable de faire exploser la ville, que le professeur portait dans sa poche. Pour neutraliser le puissant explosif, le chien doit manger une saucisse spécialement préparée par le professeur. Personne ne sait quel chien a ingéré la capsule, Mortadel et Filémon doivent donc administrer la saucisse à tous les chiens. Finalement, cette mission n'a servi à rien, car c'est en fait le chat du professeur Bacterio qui a avalé la capsule.

## Adaptation
La bande dessinée est adaptée intégralement dans l'épisode de la série télévisée homonyme sous le titre La Mission de chiens.